# Lev Gonov
Lev Gonov –em russo, Лев Гонов– (6 de janeiro de 2000) é um desportista russo que compete no ciclismo nas modalidades de pista e rota.
Ganhou duas medalhas no Campeonato Europeu de Ciclismo em Pista de 2020, ouro em perseguição por equipas e bronze em perseguição individual. Nos Jogos Europeus de 2019 obteve uma medalha de ouro na prova de perseguição por equipas.

## Medalheiro internacional
| Jogos Europeus     | Jogos Europeus        | Jogos Europeus    | Jogos Europeus          |
| Ano                | Lugar                 | Medalha           | Competição              |
| ------------------ | --------------------- | ----------------- | ----------------------- |
| 2019               | Minsk ( Bielorrússia) | Medalha de ouro   | Perseguição por equipas |
| Campeonato Europeu |                       |                   |                         |
| Ano                | Lugar                 | Medalha           | Competição              |
| 2020               | Plovdiv ( Bulgária)   | Medalha de ouro   | Perseguição por equipas |
| 2020               | Plovdiv ( Bulgária)   | Medalha de bronze | Perseguição individual  |

## Palmarés
- 2019
  - 1 etapa do Tour de Fuzhou
- Troféu Prefeitura de Samora